# حق مقاومت کردن

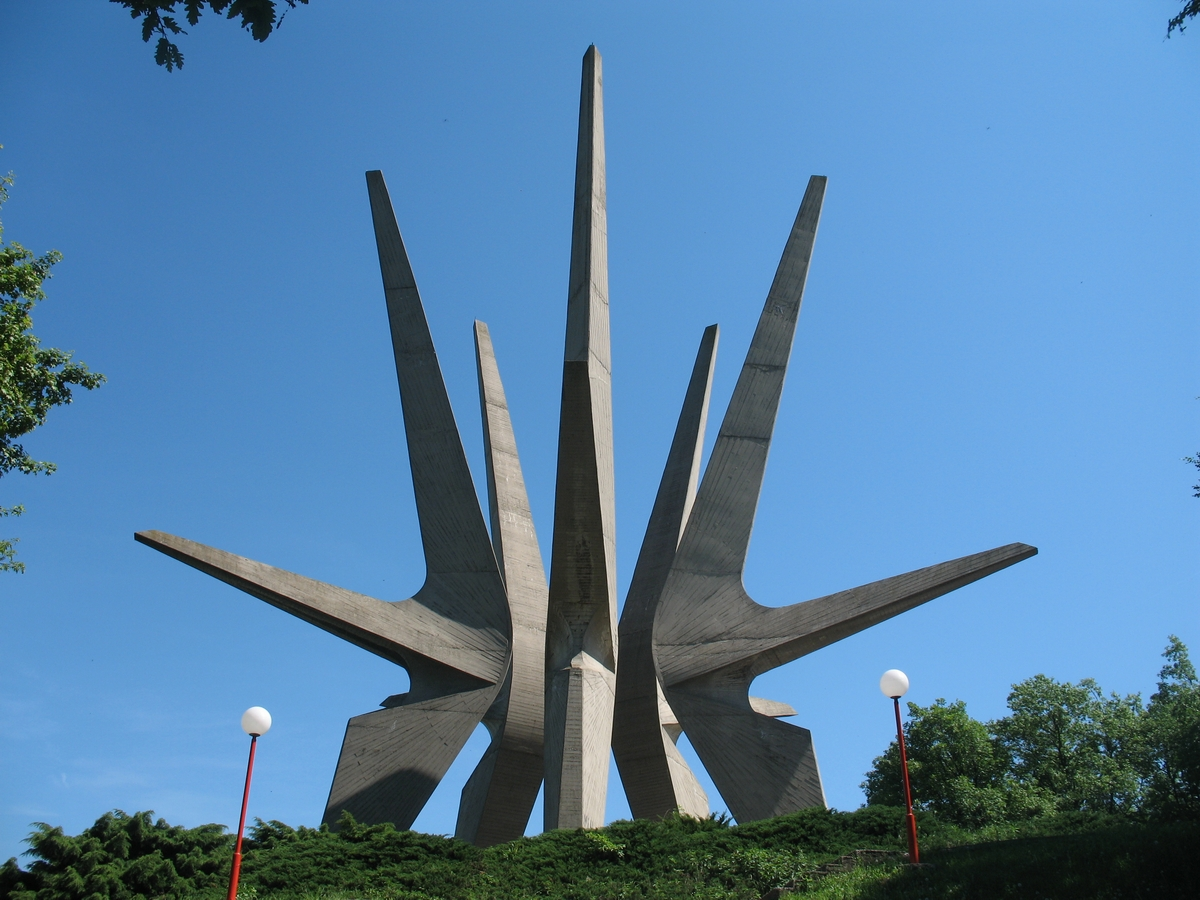
یادبود پارتیزان‌های یوگسلاوی در صربستان که نمونه ای از حق مقاومت محسوب می‌شود

حق مقاومت کردن یک حق بشری تقریباً پذیرفته شده جهانی است ولی دامنه و محتوای آن بحث‌برانگیز باقی مانده. حق مقاومت، بسته به اینکه چگونه تعریف شود، می‌تواند به شکل نافرمانی مدنی یا مقاومت مسلحانه در برابر یک دولت ظالم یا اشغال‌شده توسط بیگانگان باشد. اینکه آیا مقاومت به دولت‌های غیر ظالم هم تعمیم می‌یابد، مورد مناقشه است.هرش لوترپاخت حق مقاومت را حق مطلق بشر می‌داند ولی جایگاه این حق در قانون بین‌المللی حقوق بشر ضعیف است و به ندرت مورد بحث قرار گرفته‌است. چهل و دو کشور صراحتاً حق مقاومت در قانون اساسی را به رسمیت می‌شناسند.